# Robert Railewitsch Fatkullin
Robert Railewitsch Fatkullin (russisch Роберт Раилевич Фаткуллин, wiss. Transliteration Robert Railevič Fatkullin; * 14. Mai 1987 in Ufa, Russische Sozialistische Föderative Sowjetrepublik) ist ein ehemaliger russischer Skispringer.

## Werdegang
Fatkullin, der für die Republik Baschkortostan startete, gab sein internationales Debüt am 10. Juli 2004 beim Continental-Cup-Springen in Velenje und belegte dabei den 51. Platz. Auch im Winter war er regelmäßig Teil des russischen Continental-Cup-Teams, verpasste jedoch meist die Punkteränge. Lediglich am Wochenende Mitte Januar 2005 in Sapporo gelang ihm als Zwanzigster einmal der Sprung unter die besten 30. Es waren seine einzigen Punktgewinne in seiner Karriere. Ende März nahm er an den Nordischen Junioren-Skiweltmeisterschaften 2005 in Rovaniemi teil, wo er den 22. Platz im Einzel erreichte sowie gemeinsam mit Iwan Panin, Alexei Wostrezow und Pawel Karelin Dreizehnter im Teamspringen wurde. Seine nächsten internationalen Einsätze hatte er Ende Januar 2007 bei der Winter-Universiade in Pragelato, wo er von der Normalschanze Rang 45 und von der Großschanze den 42. Platz belegte.
Auf nationaler Ebene gewann Fatkullin sechs Medaillen bei russischen Meisterschaften. Am erfolgreichsten war er bei den russischen Meisterschaften 2007 in Ufa und Krasnojarsk, wo er von der Normalschanze zunächst den Bronzerang erreichte, ehe er mehrere Tage später den Meistertitel von der Großschanze sowie Silber im Team gewann.

## Privates
Roberts Vater Rail Abdraufowitsch Fatkullin war als Nordischer Kombinierer aktiv. Sein älterer Bruder Ildar (* 1982) war ebenfalls Skispringer.

## Statistik

### Continental-Cup-Platzierungen
| Saison  | Sommer | Sommer | Winter | Winter | Gesamt | Gesamt |
| Saison  | Platz  | Punkte | Platz  | Punkte | Platz  | Punkte |
| ------- | ------ | ------ | ------ | ------ | ------ | ------ |
| 2004/05 | —      | —      | 131.   | 11     | 162.   | 11     |